# Данилов манастир
Данилов манастир (Svyato-Danilov Monastery или Holy Danilov Monastery; Данилов монастырь, Свято-Данилов монастырь на руском) је зидани манастир на десној обали реке Москва у Москви. Од 1983. године функционише као седиште Руске православне цркве и званична резиденција Патријарха москвског и свих Руса.

## Историја
Сматра се да је Данилов манастир, крајем 13. века, основао син Александра Невског, Данил Московски. Недуго пре његове смрти, 1303. године, Данил је требало да преузме монашке завете и ту да буде сахрањен. Руска православна црква га прославља као свеца. Данилови наследници су овај манастир преселили у Московски кремљ. На оригиналној локацији је остало само гробље.
Године 1560. Иван Грозни је посетио је село Даниловскоје и приметио запуштено гробље. Након што је сазнао све о старом манастиру, позвао је монахе да се овде населе. Када су се 1591. године, војске кримског кана Казе Гираја приближавале Москви, терен је већ био утврђен и манастир је коришћен као мобилни камп.
1606. године, побуњеници Ивана Болотникова и Истома Пашкова су се сукобили са војском Василија недалеко од манастира. Наредне године, поред манастира Данилов, погубљена је варалица под именом Илејка Муромец, који се претварао да је царевић Петар (син Фјодора I Звонара из Русије). Како је био у центру многих војних догађаја током Смутног времена, манастир је тешко оштећен 1610. године. Почетком 17. века био је окружен зидом од опеке са седам кула.
1710. године, у манастиру Данилов било је 30 монаха. Године 1764. било их је само дванаест. Међутим, до 1900. број се повећао на седамнаест. Међу монасима који су живели у манастиру Данилов, био је познати грчки научник Никофорос Теотокис, који се 1792. године повукао у овај манастир са положаја епископа у Јужној Русији, и живео је ту до своје смрти, до 1800. године .
Године 1805. у манастиру је успостављен дом за сиромашне старе жене који се касније претворио у дом за старије свештенике и њихове удовице.
1812. године, француска војска је опљачкала манастир. Међутим, манастирска сакристија и ризница су, међутим, пренете у Вологду у манастир Тројице-Сергијева лавра недуго пре него што су Французи окупирали Москву.
Прве документоване информације о власништву земљишта манастира Данилов могу се пратити још од 1785. године, када су поседовали 18 десијатина земљишта (застарела руска јединица мерења). Крајем 19. века, манастир је већ имао 178 десијатина и неколико зграда у Москви.
У другој половини 19. века, гробље Даниловског манастира био је коначно место за многе писце, уметнике и научнике, као што су Николај Гогољ, Николај Јазиков, Василиј Перов, Николај Рубинштајн, Владимир Соловјов и многих других. Посмртни остаци већине њих су, међутим, у совјетским годинама, пренесени на гробље Новодевичје. До 1917. године манастир Данилов имао је 19 монаха и четири искушеника, и поседовао је 164 десијатине земље.
После Октобарске револуције манастир је угостио архимандрите који су били лишени својих проповедаоница. Године 1929. Совјети су издали посебну наредбу о затварању манастира и да се организује затвор у тим просторијама под покровитељством НКВДа. Последњи манастир затворен у Москви, постао је први који се 1983. вратио Московској Патријаршији и постао духовни и административни центар Руске православне цркве. 1988. године, манастир је обновљен. Изграђена је резиденција за Патријарха и Синода, као и капела за сахране и капела у знак прославе 1000 година "руског крштења".

## Зграде
Осим одбрамбених торњева и зидова из 17. века, преостале зграде укључују манастир (главну цркву), неокласичку катедралу Свете тројице (1833-1838), цркву барокне капије и звоник св. Симеона Столпника Старијег (1681, 1732), групу кућа из 19. века за монахе и надређеног оца, и широку модерну резиденцију за Светог Синода и Патријарха (1988). У непосредној близини је велика жупска црква Реновирања Храма у Јерусалиму, изграђена 1832.1837 године неокласичног дизајна Фјодора Шестаковог.
Најстарија зграда је манастир посвећен Светим очевима (посвећеност која није пронађена нигде другде осим у хришћанском свету). Доњи храм је изграђен током владавине цара Алексеја I Михајловича и посвећен је празнику Покрета. Две барокне горње цркве завршене су 1730. и 1752. године. Манастир је једина зграда у Москви која има две одвојене цркве изнад друге цркве у приземљу.

## Звона
Када је манастир био затворен 1929. и 1930. године, његова звона су спашена од намере комуниста да их истопе јер их је амерички индустријалац Чарлс Р. Крејн купио. Највеће звоно, Бољшој (или Велико звоно које на Харварду зову Звоно мајке Земље), тешко је 13 тона и има клатно од 700 килограма. Најмање је тешко само 22 килограма. Крејн је донирао звона Универзитету Харвард и они су их поставили на главном торњу. Почевши од осамдесетих година, са отвореношћу Михаила Горбачова почеле су активности за повратак звона, а након бројних састанака током година, звона су враћена Руској православној цркви у јесен 2008. године . Руски индустријалац Виктор Векселберг, који је познат по куповини више Фабержеових јајеа, пристао је да плати репатријацију 18 звона и трошкове замене и постављања са Харварда у Русију Прво звоно, познато под називом Свакодневно звоно, тешко 2.2 тона, стигло је у манастир Данилов 12. септембра 2007. године; преосталих седамнаест дана враћено је следеће године, 12. септембра 2008. године.